# Condado de Franklin (Nebraska)
O Condado de Franklin é um dos 93 condados do estado norte-americano de Nebraska. A sede do condado é Franklin, que é também a sua maior cidade. O condado tem uma área de 1492 km² (dos quais 0 km² estão cobertos por água), uma população de 3574 habitantes, e uma densidade populacional de 2,4 hab/km² (segundo o censo nacional de 2000). Foi fundado em 1867 e o seu nome é uma homenagem a Benjamin Franklin (1706–1790), polímata e um dos Pais Fundadores dos Estados Unidos.